# Mazda CX-7

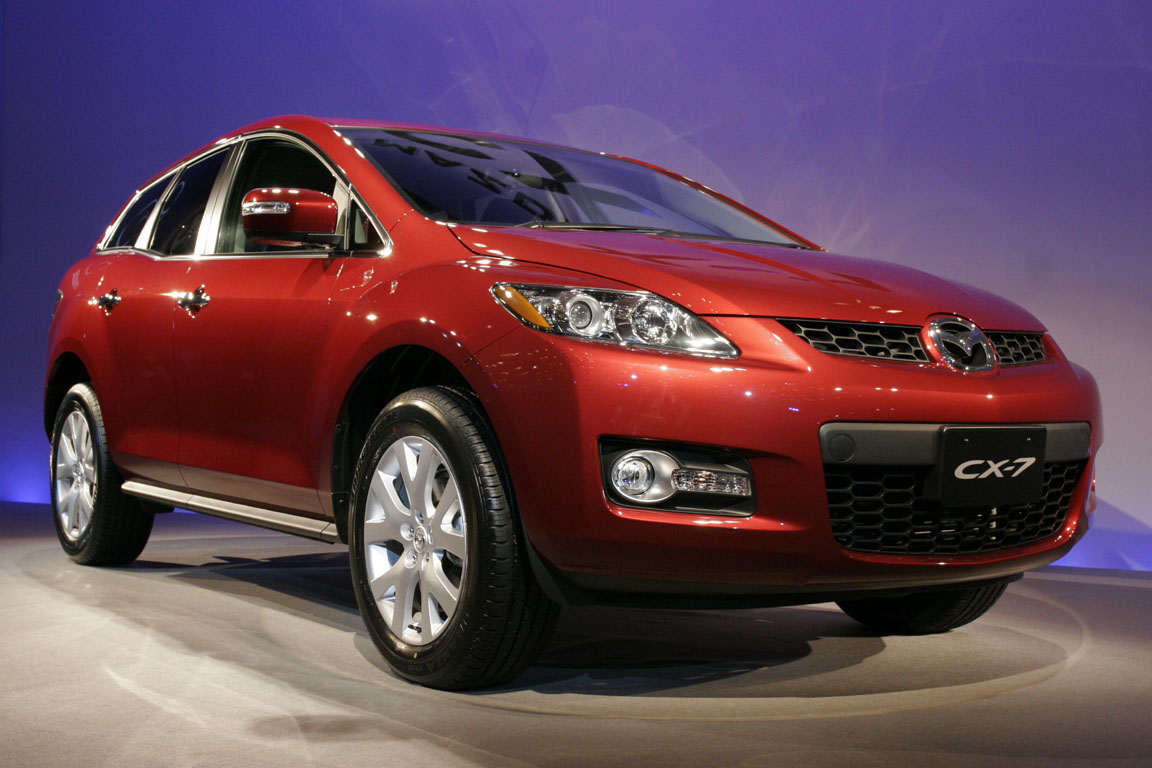
Mazda CX-7

Mazda CX-7 är en helt och hållet ny Cross-Country-bilmodell från Mazda som började säljas i mitten av 2006. Modellen är en mindre variant av crossovern Mazda 9 som heter CX-9.